# 藤田好茂
藤田好茂（ふじたよししげ、1938年- ）特定非営利活動法人関西修景自由作家連合代表。株式会社景観設計研究所。

## 論文
- 安部大就, 藤田好茂, 「スペース・オーガナイゼーションを基調とした緑地計画へのアプローチ」『造園雑誌』 1967年 31巻 1号 p.12-17, doi:10.5632/jila1934.31.12
- 藤田好茂「カナダ・アルバ-タ大学Kurimoto Japanese Gardenの計画・設計 (日本造園学会賞受賞者業績要旨-1-)」『造園雑誌』第56巻第2号、社団法人日本造園学会、1992年10月、p162-169、ISSN 03877248、NAID 110004661607。